# エクストリーム・ラテン・アメリカン・レスリング
エクストリーム・ラテン・アメリカン・レスリング（Xtreme Latin American Wrestling、略称：X-LAW）は、メキシコのプロレス団体。

## 歴史
2001年、エルネスト・オカンポが設立して旗揚げ戦を開催。
メキシコのプロレス団体として初めてハードコアマッチを取り入れている。

## タイトル
- X-LAWヘビー級王座
- X-LAWインターナショナル王座
- X-LAWタッグ王座
- X-LAWジュニアヘビー級王座
- X-LAW女子王座